# Autograma
Un autograma és un tipus de frase autoreferencial, és a dir una frase que conté informació sobre si mateixa. Concretament, un autograma és una frase que inclou el nombre de vegades que hi surt cada lletra. La seva característica principal és l'ús dels noms sencers dels nombres cardinals per indicar el nombre de vegades que apareix cada lletra. El concepte va ser inventat per Lee Sallows, que també en va proposar el nom.
Alguns exemples d'autogrames en català són:
```
Aquesta frase té cinc As, cinc Cs, tres Ds, quinze Es, dues Fs, nou Is, sis Ns, dues Os, quatre Qs, set Rs, vint-i-set Ss, tretze Ts, vuit Us, tres Vs i tres Zs.
```

```
Aquesta oració té set As, quatre Cs, quatre Ds, dotze Es, nou Is, quatre Ns, sis Os, cinc Qs, sis Rs, vint-i-sis Ss, dotze Ts, set Us, dues Vs i tres Zs.
```

Els autogrames es poden classificar en pangramàtics i no-pangramàtics segons si contenen totes les lletres, formant un pangrama, o no. Els autogrames pangramàtics en general són més difícils d'obtenir.

## Característiques
Generalment el recompte que es fa és de cada caràcter, i no es tenen en compte accents ni dièresis, ni tampoc signes de puntuació. Per tant, es compten només les lletres de l'alfabet català.
En programació generar autogrames es fa servir com a exemple de recursivitat, ja que la manera més simple d'obtenir un autograma vàlid és llegint el contingut de la frase i actualitzar-ne el text segons el recompte actual de cada lletra, i repetir aquest procés múltiples vegades fins que s'obté la frase que coincideix amb el seu enunciat. Així doncs, l'autograma està format d'una part invariable (frase inicial) i una part variable (recompte), i dins de la part variable hi ha lletres amb valor fix i lletres on el valor va oscil·lant. Obtenir un resultat vàlid sovint requereix moltes iteracions, i no totes les frases inicials en poden formar.
Les lletres d'un autograma es poden diferenciar entre:
- No utilitzades, quan no apareixen ni a la frase inicial ni a cap dels nombres.
- Fixes, quan apareixen a la frase inicial, però no als nombres.
- Variables, quan apareixen als nombres, independentment de si apareixen a la frase inicial.

A més, poden existir lletres que només es compten a si mateixes, que Sallows defineix com a text fals. Aquestes permeten quadrar el recompte de la resta. Per exemple, en el següent autograma només hi apareix «una be», i també seria vàlid canviar-la per «una ge» o «una pe».
```
Aquesta frase té nou as, una be, dues ces, quatre des, trenta-una es, dues efes, sis is, set enes, quatre os, tres cus, nou erres, vint-i-vuit esses, setze tes, dotze us, tres ves, i tres zetes.
```

Tot i que la recursivitat és l'opció més simple, només és capaç de trobar una de les solucions o punts estables, i no el conjunt de possibles solucions. La millor manera de buscar-les totes és fer un filtrat de mínims i màxims possibles per cada lletra (el qual tindrà només una possibilitat en les fixes) i a partir d'aquí comprovar cas per cas si és un autograma vàlid.

### Filtrat de mínims i màxims
Suposem que volem trobar totes les solucions per l'autograma "Aquesta frase té X lletres.", tenint en compte només el nombre total de lletres, per simplificar-ho. Espais, punts i guionets no s'inclouen al recompte.
La frase inicial sense el valor té 21 lletres. Els nombres de 21 a 100 tenen un mínim de 6 lletres (trenta) i un màxim de 15 (cinquanta-quatre), per tant afegint els 21 inicials el rang de comprovació és de 27 a 36 i, per tant, això suposa fer només deu comprovacions.
En l'exemple, s'obté que només en un cas el recompte és vàlid:
```
Aquesta frase té vint-i-nou lletres.
```

| vint-i-set    | 21 + 8  | 29 |
| vint-i-vuit   | 21 + 9  | 30 |
| vint-i-nou    | 21 + 8  | 29 |
| trenta        | 21 + 6  | 27 |
| trenta-una    | 21 + 9  | 30 |
| trenta-dues   | 21 + 10 | 31 |
| trenta-tres   | 21 + 10 | 31 |
| trenta-quatre | 21 + 12 | 33 |
| trenta-cinc   | 21 + 10 | 31 |
| trenta-sis    | 21 + 9  | 30 |

En el cas de les lletres separades la idea és la mateixa, però comprovant cada combinació per separat.

## Història
El 1981, Douglas Hofstadter va publicar a la columna "Mathematical Games" de Martin Gardner a Scientific American un repte lingüístic que va anomenar "problema de la pregunta amb auto-resposta". L'any següent, en va publicar alguns resultats a la columna "Metamagical Themas" (un anagrama del primer nom), entre ells una frase de Howard Bergerson que enumerava cada paraula de la mateixa frase.
Un exemple equivalent en català seria el següent:
```
En aquesta frase EN apareix 2 cops, AQUESTA apareix 2 cops, FRASE apareix 2 cops, I apareix 2 cops, APAREIX apareix 11 cops, COPS apareix 11 cops, 2 apareix 7 cops, 3 apareix 2 cops, 7 apareix 2 cops, i 11 apareix 3 cops.
```

Al mateix article, Hofstadter també inclou un autograma gairebé pangramàtic descrit per Lee Sallows. Això va inspirar el lingüista holandès Rudy Kousbroek a publicar el febrer de 1983 un exemple holandès homòleg, a l'article "Welke vraag heeft vierendertig letters?" ("Quina pregunta té trenta-quatre lletres?"), i el març del mateix any, una versió pangramàtica a l'article "Instructies voor het demonteren van een bom" ("Instruccions per desmuntar una bomba"). Al final d'aquest article, Kousbroek també reptà a Sallows a trobar un equivalent en anglès. Sallows, després de treballar en una màquina que li permetés obtenir el resultat, finalment en va publicar un exemple a finals de 1984.

## Variants

### Reflexicons
Un reflexicó (en anglès reflexicon, mot creuat de lexicó reflexiu) és un autograma sense frase inicial, és a dir, una llista amb el nombre de cada lletra.
Un exemple en català seria el següent:
```
quatre as, dues ces, sis des, vint-i-quatre es, vuit is, tres enes, dues os, tres cus, set erres, vint-i-sis esses, dotze tes, deu us, quatre ves, dues zetes
```

### Altres variants
Es poden fer moltes variants segons com es fa el recompte. A continuació es descriuen alguns exemples típics.
- Definir les lletres sense plural ('A', 'B', 'C' enlloc de 'As', 'Bs', 'Cs'…).
- Utilitzar noms sencers de les lletres ('as', 'bes', 'ces' enlloc de 'As', 'Bs', 'Cs'…).
- Fer servir la forma 'X vegades la lletra «Y»', o bé la més concisa 'X lletres «Y»'.
- Incloure els dígrafs (LL, NY…), la ce trencada (Ç) i la ela geminada (L·L).
- Utilitzar fonemes enlloc de grafemes.
- Referenciar cada lletra amb paraules, per exemple utilitzant l'alfabet radiofònic o bé un de personalitzat.
- Afegir informació extra, com ara el recompte de caràcters totals.[7]
- Indicar els valors com a percentatges o fraccions del total.[10]
- Enumerar les lletres d'altres maneres, com ara fent servir nombres romans,[11] o amb els dígits incloent-los com a caràcters a part.[12]